# Traducción audiovisual
La traducción audiovisual (AVT por sus siglas en inglés y TAV, utilizado a veces en español) o traducción multimedia es una subdisciplina de los Estudios de Traducción. El término traducción multimedia ha sido cuestionado por su asociación con el campo de las TIC y screen translation, ocupado al principio, deja fuera al teatro y la radio. La traducción audiovisual se define como la transferencia de textos multimodales o multimedias a otras lenguas. Las producciones audiovisuales son multimodales porque para realizarse se apoyan en un rango amplio de recursos o modos (lenguaje, imagen, música, color, etc.). Se les llama igualmente multimedias pues se transmiten de una manera sincronizada por diferentes medios.

## Origen
La traducción audiovisual puede trazar sus comienzos durante el periodo del cine mudo, en los intertítulos de las películas. Después, cuando el cine deja de ser mudo, surge el problema de la comercialización de películas a otros mercados, por lo que comienzan los trabajos de subtitulaje y doblaje. Es hacia finales del siglo XX que la investigación académica se interesa por el fenómeno y comienzan los estudios formales de la disciplina.

## Tipos de TAV
Frédéric Chaume distingue, basándose en la clasificación de Roman Jakobson, entre traducción interlingual e intralingual en la transferencia de textos audiovisuales. La primera se refiere al proceso entre dos lenguas y culturas y la segunda dentro de una misma lengua y cultura (modos de accesibilidad). Distingue también dos grandes categorías: subtitulación (captioning) y resonorización (revoicing).

### Resonorización
Dentro de esta categoría, se clasifican:
1. Audiodescripción: tipo de traducción para los discapacitados visuales en los que una voz narrativa describe lo que sucede en escena. No existe un consenso sobre si propiamente es traducción.
2. Comentario (free commentary): se identifica como una forma de doblaje más cercana a la adaptación que a la traducción, exige una búsqueda e investigación más amplia pues se enuncia un discurso propio de lo que ve el comentador. Suele usarse en videos cómicos o deportivos de algunos países de Europa.
3. Doblaje: se sustituyen las voces de los participantes por voces en otra lengua. Su uso es extendido en muchas partes del mundo, es frecuente en naciones europeas y asiáticas, por lo tanto es la práctica más popular. Es un proceso peculiar de traducción pues el texto que entrega el traductor no es la meta, sino el punto de partida en el que pasará por varias etapas y sufrirá modificaciones.[5]
4. Voces superpuestas (voice-over): en esta técnica se reproduce el audio original en un volumen más bajo al mismo tiempo que la versión traducida. Se usa mucho con documentales y en Rusia, Polonia y varios países exsoviéticos.
5. Fandub: doblajes caseros, principalmente de series animadas que no han llegado a la lengua meta. Su auge se debe al uso extendido de las TIC.
6. Interpretación simultánea (simultaneous interpretation of film): prácticamente en desuso, se hace interpretación simultánea en el lugar donde se proyecta la película. Aún se puede encontrar en Tailandia, debido a los costos de doblaje y la tasa de analfabetismo.

### Subtitulación
En este rubro, se clasifican:
1. Subtitulado: incorpora un texto escrito en la lengua meta en la pantalla que coincide con los diálogos de la película o programa. Aunque Díaz-Cintas sostiene que 180 ppm (palabras por minuto) se ha convertido en la norma occidental, el proceso de subtitulaje no se ha estandarizado. Generalmente se encuentran estos pasos: pretraducción, la traducción de la lista de diálogos antes de crear los subtítulos; adaptación, la separación y ajuste de texto pre-traducido en unidades de subtitulaje; y el spotting (codificación), la captura de los tiempos en los que inician y terminan en pantalla los subtítulos.[6]
2. Sobretitulaje: usada en el teatro, el nombre se debe a la posición en que se encuentran (por encima del escenario); proyecta diálogos o la trama en el caso de la ópera.
3. Subtitulado automático (respeaking): subtitulado en vivo, ocupa software de reconocimiento de voz y se usa en transmisiones en directo.
4. Subtitulado para los discapacitados auditivos: generalmente es traducción intralingüística; en ocasiones, se utilizan colores o los nombres para distinguir a los personajes, así como se incorporan las letras de canciones y los sonidos incidentales con onomatopeyas o frases, suelen durar más tiempo en pantalla.
5. Fansub: subtitulado casero, suele requerir mayor velocidad porque las traducciones suelen ser más extranjerizantes (apegadas a la lengua fuente).

## Investigación de la TAV
En la década de los 70, los estudios descriptivos de traducción (DTS por sus siglas en inglés) de James Holmes ganaron peso y fue entonces que surgieron con base en esas preceptivas los primeros estudiosos de la TAV. El avance de los Estudios de Traducción ha permitido ampliar las perspectivas teóricas y con ello, la posibilidad de establecer marcos para el estudio de la TAV. Díaz-Cintas identifica tres marcos que han sido productivos para la disciplina:

### Teoría de los polisistemas
Formulada en los Estudios de Traducción por Itamar Even-Zohar en 1978, se ha ocupado en la investigación de la TAV para explicar a las películas dobladas y traducidas como parte de un sistema cultural. Esta perspectiva permite analizar las relaciones entre las producciones nacionales y las películas extranjeras y sistematizar las coincidencias o desfases que existen entre los diálogos originales y los traducidos.

### Teoría de las normas
Con base en las formulaciones de Gideon Toury (formulada en 1978 y ampliada en 1980 y 1995), esta teoría permite exhibir las relaciones existentes entre lo abstracto, mediado por la idiosincrasia, y lo concreto en el trabajo de traducción. Esto ayuda a definir las políticas de traducción de un proyecto y busca explicar o justificar por qué una equivalencia particular quedó asentada en un contexto específico, de esa forma se abandonan las etiquetas de una traducción correcta o incorrecta. Esta teoría ha dado origen a estudios productivos mediante análisis contrastivos.

### Teoría del patronato
En 1985, André Lefevere postula la teoría del patronato en la que se estudian los factores extralingüísticos de la traducción, por ejemplo socioeconómicos e ideológicos. Esta perspectiva se interesa sobre todo en la intromisión del Estado (mediante la legislación y la censura) para estudiar las políticas de producción y distribución televisivas o fílmicas, la existencia de proyecciones públicas y privadas de formatos audiovisuales o la distribución internacional de series y películas.
Díaz-Cintas termina por observar que al final, el estudio de la TAV tiene una voluntad prescriptiva pues busca consensos en los procedimientos de doblaje y subtitulado debido a las restricciones espaciotemporales, de igual forma, concluye que las perspectivas lingüísticas son también necesarias y se complementan con las culturales, por lo que la investigación de la TAV también resulta interdisciplinaria.